# Gertrud Kantorowicz
Gertrud Kantorowicz (* 9. Oktober 1876 in Posen; † 19./20. April 1945 im KZ Theresienstadt) war eine deutsche Kunsthistorikerin und Lyrikerin.

## Leben
Gertrud Kantorowicz wurde als drittes Kind einer wohlhabenden jüdischen Familie am 9. Oktober 1876 in Posen geboren. Ihr Vater Maks (Max) Kantorowicz (1843–1904) war der Inhaber der Posener Spirituosenfabrik „Hartwig Kontorowicz“ und ihre Mutter war Rosalinde geb. Pauly (1854–1916). Die Familie verfügte über zahlreiche Verbindungen in das akademische und bildungsbürgerliche Milieu. Ein Vetter Gertruds war der zum Georgekreis gehörende Historiker Ernst Kantorowicz, verschwägert war sie mit dem ebenfalls zum Umkreis um George zählenden Nationalökonomen Arthur Salz, dem Ehemann ihrer Cousine Sophie Kantorowicz, der Schwester des Historikers, ferner  mit dem Philosophen Ludwig Stein, dem Germanisten Werner Milch, dem Kunsthistoriker Curt Glaser sowie dem Schriftsteller Emil Ludwig. Im Jahre 1898 legte Gertrud das Abitur am Gymnasium in Posen ab. Nach der Absolvierung der Schulausbildung hatte sie den Wunsch einen wissenschaftlichen Beruf zu ergreifen, da sie eine gute Auffassungsgabe hatte und lernfreudig war. Gegen den Willen des Vaters begann sie 1898 ein Studium an der Friedrich-Wilhelms-Universität in Berlin. Weitere Studienorte waren München und Zürich. Ihr Studium der Kunstgeschichte, Archäologie und Philosophie schloss sie 1903 mit einer von Johann Rudolf Rahn betreuten Dissertation „Über den Meister des Emmausbildes in San Salvatore zu Venedig“ an der Universität Zürich ab.
Während ihres Studiums in Berlin lernte sie den Lyriker Stefan George (1868–1933) kennen, zu dem sie über viele Jahre eine freundschaftliche Beziehung unterhielt. Von 1910 bis 1911 teilten sie sich eine gemeinsame Wohnung in Berlin Westend. Auf sein Betreiben hin veröffentlichte sie – als einzige Frau – in der von George geführten Zeitschrift Blätter für die Kunst Gedichte „Einer Toten“. Es erschien allerdings unter dem Pseudonym Gert. Pauly [d. i. Gertrud Kantorowicz] – den Geburtsnamen ihrer Mutter nutzend. Von den Kreismitgliedern standen ihr besonders Sabine Lepsius, Margarete Susman und Edith Landmann sowie Karl Wolfskehl nahe.
In Berlin kam Gertrud Kantorowicz auch in engeren Kontakt zu Georg Simmel, der zu dieser Zeit als Außerordentlicher Professor an der Friedrich-Wilhelms-Universität tätig war und mit seiner Frau Gertrud in Berlin-Charlottenburg das Wohnhaus zu einem Ort der Begegnung und des geistigen Austausches mit namhaften Intellektuellen gemacht hatte. Dadurch kam Gertrud Kantorowicz in nähere Beziehungen mit dem Malerehepaar Reinhold und Sabine Lepsius, mit Margarete Susman und Rudolf Pannwitz. Es kam zu einer Liebesbeziehung zu Simmel, aus der die gemeinsame Tochter Angelika (Angi) hervorging, die 1907 in Bologna geboren wurde. Beide verheimlichten die Herkunft der Tochter, der Vater lehnte es ab, seine Tochter zu sehen. Gertrud übertrug die Betreuung von Angelika an Pflegeeltern, und bei Besuchen im Haus der Pflegeeltern galt sie als die „Patentante“. Der Tod von Georg Simmel im September 1918 bewegte sie sehr, und seit diesem Zeitpunkt fühlte sie sich nicht mehr an die getroffene Vereinbarung gebunden. 1923 löste sie mit der Veröffentlichung bisher nicht publizierter Arbeiten von Georg Simmel ein gegebenes Versprechen ein.
Nach dem Studium war Gertrud Kantorowicz hauptsächlich freiberuflich tätig. Sie unternahm Studienreisen nach Italien, bearbeitete dort Forschungsthemen der früheren Neuzeit, des Quattro- und Cinquecentos, fertigte Übersetzungen an und schrieb Gedichte. Während des Ersten Weltkrieges arbeitete sie in mehreren türkischen Lazaretten als Krankenschwester. 1920 kaufte sie in Herrlingen bei Ulm, in der Wippinger Steige, ein Haus und zog im darauf folgenden Jahr mit ihrer Tochter dort ein. Ein wichtiger Beweggrund dabei war auch, zukünftig in der Nähe ihrer langjährigen Freundin Margarete Susmann (1872–1966) zu sein. Hier nahm sie wieder ihre freiberufliche Tätigkeit auf und übersetzte Michelangelos Sonette, Henri Bergsons „Schöpferische Entwicklung“ und arbeitete an ihrer Abhandlung „Vom Wesen der griechischen Kunst“. Als ihre Tochter Angelika 1926 ein Studium in Heidelberg begann, wechselte sie den Wohnort. Das Haus in Herringen vermietete sie an die Reformpädagogin Anna Essinger (1879–1960), die dabei war, das Landschulheim Herrlingen für jüdische Kinder aufzubauen.
Gertrud Kantorowicz unternahm in den 1930er Jahren ausgedehnte Reisen, die sowohl ihren Studieninteressen, aber immer mehr dem Ziel galten, einzelne vom NS-Regime Verfolgte beim Verlassen des Landes zu unterstützen. Obwohl sich ab 1933 die Situation von Juden in Deutschland immer weiter zuspitzte, weigerte sie sich, selbst der Realität ins Auge zu sehen. Sie befasste sich tiefgründiger mit dem Judentum und weigerte sich, wie ihr enger Freund Michael Landmann berichtete, in der Öffentlichkeit den Judenstern zu tragen. In dieser Zeit wirkte sie auch in einer als „Arbeitsgruppe für griechische Studien“ getarnten Organisation mit, in der unter anderem Renata von Scheliha, Margret Schuster, Margarete Roesner, Ursula von Rose und Marianne von Herremann Juden und andere Schutzbedürftige unterstützten. 1937 versuchte sie den Schriftsteller Ernst Gundolf (1881–1945), der im KZ Buchenwald inhaftiert war, frei zu bekommen. Dazu fuhr sie nach Weimar und verhandelte mit dem dortigen Lagerkommandanten. Vor allem ging es ihr darum, immer neue Wege für dringende Schritte ins Exil für Andere ausfindig zu machen. Obwohl Gertrud Kantorowicz zu dieser Zeit über einen Reisepass mit britischem Visum verfügte, nutzte sie diese Möglichkeit nicht, um sich selbst in Sicherheit zu bringen.
Erst 1940 erkannte sie, dass es im NS-Staat für sie keine Zukunft geben könne. Aber ab diesem Zeitpunkt scheiterten auch eigene Ausreiseversuche. Am 7. Mai 1942 wurde sie mit vier weiteren Frauen bei einem Versuch, die Grenze zur Schweiz zu überqueren, bei Diepoldsau festgenommen. Sie wurde mehrere Wochen in Haft verhört und am 6. Juli 1942 ins KZ Theresienstadt deportiert. Dort gehörte sie zu den „Standhaften“, die den Schwachen halfen, Mut zusprachen, sich von den unmenschlichen Bedingungen nicht brechen ließen, und sie schrieb auf kleine Papierfetzen ihre Gedichte, die später als Verse aus Theresienstadt veröffentlicht wurden. Eine Woche vor dem Eintreffen der Roten Armee verstarb Gertrud Kantorowicz am 19. oder 20. April 1945 an den Folgen einer Hirnhautentzündung.

## Werke
- Einer Toten (1899)
- Über den Meister des Emmausbildes in San Salvatore zu Venedig. E. Buchbinder, Neu Ruppin 1904.
- Michelangelo-Übertragungen (1925/1926)
- Verse aus Theresienstadt (1942–1945), [1948], DNB 810483173, urn:nbn:de:101:1-201307153119.
- Vom Wesen der griechischen Kunst. Hrsg. und mit einem Nachwort versehen von Michael Landmann, Verlag Lambert Schneider, Heidelberg und Darmstadt 1961 (Veröffentlichungen der Deutschen Akademie für Sprache und Dichtung 24).
- Lyrik. Kritische Ausgabe. Hrsg. von Philipp Redl. Manutius, Heidelberg 2010.

## Übersetzungen (Auswahl)
- Henri Bergson: Schöpferische Entwicklung. Autorisierte Übersetzung.[4] Eugen Diederichs, Jena 1921, Online durch die Universität Mannheim.